# Битка за Ахтирка
Битката за Ахтирка започва на 24 февруари 2022 г. по време на руското нападение срещу Украйна през 2022 г. Началото на боевете е в покрайнините на града, когато руските сили се опитват да окупират града. Първоначалното настъпление е отблъснато и градът е атакуван с артилерийски огън.
Руската офанзива е критикувана заради цивилните жертви и използването на касетъчни бомби и термобарични оръжия, които могат да представляват военни престъпления.

## Хронология на събитията
На 24 февруари руските сили навлизат в Сумска област близо до Суми, Шостка и Ахтирка. Боевете започват в 07:30 ч. в покрайнините на града в посока Велика Писаривка. Руските сили не успяват да окупират града и се оттеглят на следващия ден, оставяйки танкове и оборудване.
На 25 февруари ракети БМ-27 Ураган удрят предучилищно заведение в Ахтирка. Ракетите убиват дете и двама възрастни. Твърди се, че ракетите са касетъчни бомби, които според Amnesty International могат да представляват военно престъпление. Съобщава се също, че цивилен автобус е бил обстрелян от руски сили близо до Ахтирка. Дмитро Живицки, губернаторът на Сумска област, заявява, че в града са били убити още 3 цивилни.
На 26 февруари двама датски журналисти са ранени, когато колата им е обстрелвана от неизвестни сили.
Твърди се, че на 27 февруари украинските сили са унищожили руски танкове, опитвайки се да превземат близкия град Тростянец. Според Живицки, по време на дневните боеве са убити руски войници и цивилни.
На 28 февруари руските сили бомбардират и унищожават петролно депо в Ахтирка. Освен това, повече от 70 украински войници са убити, когато военната база в Ахтирка е поразена от руска термобарична бомба.

## Вакуумна бомба
На 28 февруари Оксана Маркарова, украинският посланик в Съединените щати, заявява, че руските сили са използвали термобарична (вакуумна) бомба в Ахтирка. Според доклад на Human Rights Watch от февруари 2000 г. относно руската употреба на термобарични оръжия по време на Втората чеченска война, термобаричните оръжия не са забранени от международното хуманитарно право, широката им зона на действие означава, че силите трябва да бъдат изключително внимателни, когато ги разполагат близо до населените места. Маркарова твърди, че използването на термобарични оръжия е в нарушение на Женевските конвенции.